# Kirgisistan ved sommer-OL 2024
Kirgisistan deltog i sommer-OL 2024 i Paris, Frankrig fra 26. juli til 11. august 2024.

## Medaljer
| 2024 Paris  | Guld | Sølv | Bronze | Total |
| Kirgisistan | 0    | 2    | 4      | 6     |

### Medaljevinderne
| Litauen under sommer-OL 2024 i Paris | Litauen under sommer-OL 2024 i Paris | Litauen under sommer-OL 2024 i Paris | Litauen under sommer-OL 2024 i Paris        | Litauen under sommer-OL 2024 i Paris |
| Medalje                              | Navn                                 | Sport                                | Event                                       | Dato                                 |
| ------------------------------------ | ------------------------------------ | ------------------------------------ | ------------------------------------------- | ------------------------------------ |
| Sølv                                 | Meerim Zhumanazarova                 | Brydning                             | Damernes 68 kg-klassen, fristil             | 6. august                            |
| Sølv                                 | Munarbek Seiitbek Uulu               | Boksning                             | Mændenes 57 kg                              | 10. august                           |
| Bronze                               | Zholaman Sharshenbekov               | Brydning                             | Herrernes 60 kg græsk-romersk stil          | 6. august                            |
| Bronze                               | Akzhol Makhmudov                     | Brydning                             | Herrernes 77 kg-klassen, græsk-romersk stil | 7. august                            |
| Bronze                               | Uzur Dzhuzupbekov                    | Brydning                             | Herrernes 97 kg fristil                     | 7. august                            |
| Bronze                               | Aisuluu Tynybekova                   | Brydning                             | Damernes 62 kg fristil                      | 10. august                           |